# Jadowniki (gromada w powiecie żnińskim)
Jadowniki – dawna gromada, czyli najmniejsza jednostka podziału terytorialnego Polskiej Rzeczypospolitej Ludowej w latach 1954–1972.
Gromady, z gromadzkimi radami narodowymi (GRN) jako organami władzy najniższego stopnia na wsi, funkcjonowały od reformy reorganizującej administrację wiejską przeprowadzonej jesienią 1954 do momentu ich zniesienia z dniem 1 stycznia 1973, tym samym wypierając organizację gminną w latach 1954–1972.
Gromadę Jadowniki z siedzibą GRN w Jadownikach (w obecnym brzmieniu Jadowniki Rycerskie) utworzono – jako jedną z 8759 gromad na obszarze Polski – w powiecie żnińskim w woj. bydgoskim, na mocy uchwały nr 24/19 WRN w Bydgoszczy z dnia 5 października 1954. W skład jednostki weszły obszary dotychczasowych gromad Annowo, Chomiąża Księża, Jadowniki, Jadowniki Bielskie, Kierzkowo i Wójcin ze zniesionej gminy Żnin-Wschód w tymże powiecie. Dla gromady ustalono 19 członków gromadzkiej rady narodowej.
31 grudnia 1961 z gromady Jadowniki wyłączono wsie Annowo i Wiktorowo, włączając je do gromady Laski Wielkie w tymże powiecie, po czym gromadę Jadowniki zniesiono, włączając jej (pozostały) obszar w skład nowo utworzonej gromady Żnin-Wschód w tymże powiecie.